# Hrisztóforosz Zográfosz
Hrisztóforosz Zográfosz (görögül: Χριστόφορος Ζωγράφος; Athén, 1969. március 24. –) görög nemzetközi labdarúgó-játékvezető.

## Pályafutása

### Nemzetközi játékvezetés
A Görög labdarúgó-szövetség Játékvezető Bizottsága (JB) terjesztette fel nemzetközi játékvezetőnek, a Nemzetközi Labdarúgó-szövetség (FIFA) 2004-től tartotta nyilván bírói keretében. Több nemzetek közötti válogatott és klubmérkőzést vezetett. A görög nemzetközi játékvezetők rangsorában, a világbajnokság-Európa-bajnokság sorrendjében többedmagával a 11. helyet foglalja el 2 találkozó szolgálatával. Az aktív nemzetközi játékvezetéstől 2008-ban búcsúzott. Válogatott mérkőzéseinek száma: 2.

#### Világbajnokság
A világbajnoki döntőhöz vezető úton Dél-Afrikába a XIX., a 2010-es labdarúgó-világbajnokságra a FIFA JB bíróként alkalmazta.

##### Selejtező mérkőzés
| Időpont              | Helyszín                     | Mérkőzés típusa           | Mérkőzés                 | Eredmény | Nézők száma |
| -------------------- | ---------------------------- | ------------------------- | ------------------------ | -------- | ----------- |
| 2008. szeptember 10. | Olimpiai Stadion, Serravalle | előselejtező (3. csoport) | San Marino–Lengyelország | 0 – 2    | 2374        |

#### Európa-bajnokság
Az európai labdarúgótorna döntőjéhez vezető úton Ausztriába és Svájcba a XIII., a 2008-as labdarúgó-Európa-bajnokságra az UEFA JB játékvezetőként foglalkoztatta.

##### Selejtező mérkőzés
| Időpont           | Helyszín                 | Mérkőzés típusa           | Mérkőzés             | Eredmény | Nézők száma |
| ----------------- | ------------------------ | ------------------------- | -------------------- | -------- | ----------- |
| 2007. október 17. | Rheinpark Stadion, Vaduz | előselejtező (F. csoport) | Liechtenstein–Izland | 3 – 0    | 2600        |